# Canon T80

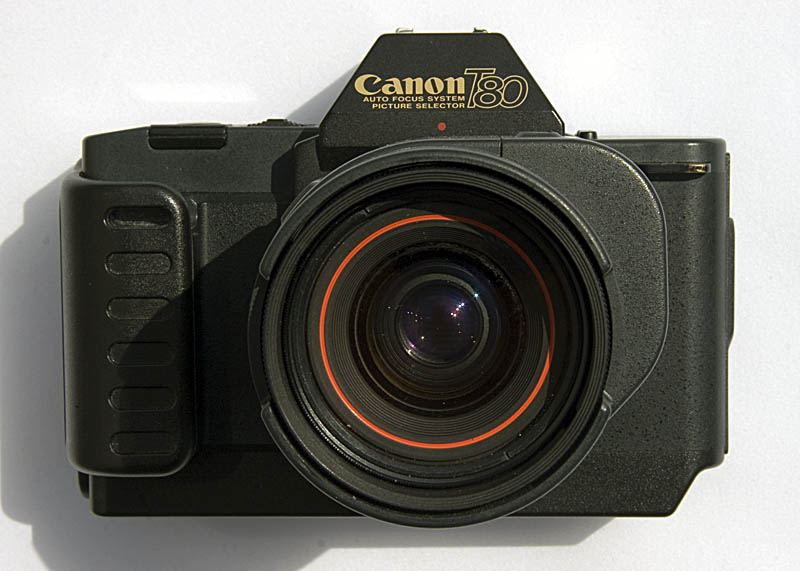

Canon T80 — первый малоформатный однообъективный зеркальный фотоаппарат фирмы Canon, оснащённый полноценным заобъективным автофокусом. Камера производилась с апреля 1985 — по июнь 1986 года. За исключением автофокуса камера была полным аналогом T70. Питание фотоаппарата и привода автофокуса в объективе обеспечивалось 4 батарейками типа AAA, которые устанавливались непосредственно в корпус камеры, в отличие от Pentax ME-F, где батарейки размещались в приливе оправы. Камера имела встроенное электрическое лентопротяжное устройство, за счёт чего не имела ни рулетки обратной перемотки, ни курка взвода.

## Автофокусировка
Автофокус в T80 был реализован аналогично камере Canon AL-1. Линейный ПЗС-датчик использовался в центральной области изображения для отыскания контрастных переходов. При обнаружении максимального контраста предполагалось, что объектив сфокусирован. Другими словами, в этой модели использовался контрастный автофокус, который позже получил широкое распространение в компактных цифровых камерах. В подавляющем большинстве SLR-камер используется фазовый автофокус.

## Объективы
Для T80 было выпущено 3 автофокусных объектива: Canon 50 мм f/1,8, Canon AC-Zoom 35-70 мм f/3,5-4,5 и Canon AC 75-200 мм f/4,5. Вес объективов соответственно: 210, 285 и 585 грамм. В качестве неавтофокусных объективов могли использоваться обычные объективы с байонетом FD.